# Lieuwe de Boer
Lieuwe de Boer (* 26. června 1951 Ureterp, Frísko) je bývalý nizozemský rychlobruslař.
Na mezinárodních akcích se poprvé objevil v roce 1979, kdy skončil šestý na Mistrovství světa ve sprintu, o rok později byl devátý. Největšího úspěchu dosáhl na Zimních olympijských hrách 1980, kde v závodě na 500 m vybojoval bronzovou medaili a dvojnásobnou trať dokončil na desáté příčce. Posledního sprinterského světového šampionátu se zúčastnil v roce 1982 (7. místo), poté do roku 1986 startoval již pouze na menších závodech nebo na nizozemských mistrovstvích.